# Servicio de Administración Tributaria de Lima
El Servicio de Administración Tributaria de Lima (SAT) es un organismo público descentralizado de la Municipalidad Metropolitana de Lima que tiene autonomía administrativa, económica, presupuestaria y financiera. Cumple la función de la administración, fiscalización y recaudación de todos los conceptos tributarios y no tributarios de la municipalidad.
Los impuestos que recauda son Impuesto Predial y Arbitrios, Impuesto Vehicular, Impuesto Alcabala, Juegos y espectáculos, Infracciones de Tránsito y Transporte y Multas Administrativas